# Hyophila latifolia
Hyophila latifolia är en bladmossart som beskrevs av Brotherus 1931. Hyophila latifolia ingår i släktet Hyophila och familjen Pottiaceae. Inga underarter finns listade i Catalogue of Life.